# Rue Picot
Die Rue Picot ist eine 164 Meter lange und 9 Meter breite Straße im Quartier de la Porte-Dauphine des 16. Arrondissements von Paris.

## Lage
Die Straße beginnt bei Nummer 24 der Avenue Bugeaud und verläuft in nördlicher Richtung bis zur Avenue Foch, bei deren Nummer 49 sie endet.

## Namensursprung
Die Straße trägt den Namen eines ehemaligen Eigentümers des Geländes, auf dem sie liegt: M. Picot (vermutet 1768–1859) war einer der Aktionäre der Société des terrains de la plaine de Passy.

## Geschichte
Die Straße wurde mit dem gegenwärtigen Namen 1827 auf dem Gebiet der ehemaligen Gemeinde Passy eröffnet und am 31. Oktober 1863 in das Pariser Straßenverzeichnis aufgenommen.
Ursprünglich mündete die Straße in die Rue Andréine, die zugunsten der Avenue du Bois–de–Boulogne (jetzt Avenue Foch) aufgehoben wurde.

## Sehenswürdigkeiten
- Nr. 3: Botschaft der Republik Turkmenistan
- Nr. 8: Hier residierte der französische Offizier Jean-Baptiste Marchand (1863–1934).[2]
- Nr. 16: Am Eingang dieses Gebäudes an der Ecke der Avenue Foch steht eine Kopie der Figurengruppe von Auguste Rodin, Die Bürger von Calais (französisch Les Bourgeois de Calais).